# Технічна перерва (фільм)
«Технічна перерва» (англ. Technical Break) — український короткометражний дебютний фільм Філіпа Сотниченка.

## Синопсис
Події фільму розгортаються під час технічної перерви в супермаркеті. Молода касирка здійснює чергову крадіжку в магазині де працює, встигає реалізувати вкрадене на ринку, втратити надію на материнство та повернутися на своє робоче місце.

## Нагороди
У 2017 році стрічка перемогла в міжнародному конкурсі Sleepwalkers (PÖFF Shorts) на кінофестивалі Black Nights у місті Таллінн. Журі нагородило фільм з формулюванням: «За сміливу і скандальну режисуру, стильну і змістовну одночасно, що діє на різних рівнях, у тому числі критики суспільства, гендерних ролей і сьогодення пострадянських країн, і застосовує новаторську операторську роботу, що розгортає фільм як емоційний ляпас».
У 2018-му фільм отримав дві нагороди на 28-му кінофестивалі MediaWave в Угорщині.
Також, фільм був номінований на «Золоту дзиґу» в категорії «Найкращий короткометражний фільм» та отримав головні призи національних конкурсних програм на 10-му фестивалі Wiz-Art у Львові та на фестивалі «Кіношот» у місті Черкаси.
За результатами опитування Бюро української кіножурналістики «Підсумки українського кінопроцесу та кінопрокату — 2017» нагороджено дипломом «Найкращий український короткометражний фільм 2017 року».